# Cees Bal
Pour les articles homonymes, voir Bal.
Cornélius Cees Bal dit Cees Bal  (né le 21 novembre 1951 à Kwadendamme) est un coureur cycliste néerlandais, professionnel au cours des années 1970.

## Biographie
Le principal succès de cet athlète d'un mètre 80 et de 72 kilos est sa victoire dans la 58e édition de la classique du Tour des Flandres acquise avec 19 secondes d'avance sur un peloton de 28 concurrents réglé par le Belge Verbeeck devant ses compatriotes Godefroot et Merckx.
Il est le beau-frère de Cees Priem, également cycliste professionnel.

## Palmarès

### Palmarès amateur
- 1970
  - Championnat de Zélande
- 1971
  - Championnat de Zélande
- 1972
  - Greenall Whitley Grand Prix Two Day
  - 2e (contre-la-montre par équipes) et 7e étapes de la Milk Race
  - Omloop van de Baronie
  - 2e du Circuit de la Flandre zélandaise
  -  Médaillé d'argent du championnat du monde militaires du contre-la-montre

### Palmarès professionnel
- 1973
  - 2e étape du Tour d'Indre-et-Loire
  - 7e étape du Critérium du Dauphiné libéré
  - Circuit des frontières
  - Étoile des Espoirs :
    - Classement général
    - 2e étape

  - 3e du Grote Prijs Dr. Eugeen Roggeman
  - 3e du Circuit du Nord-Ouest du Brabant
- 1974
  - 1re étape de la Semaine catalane
  - Tour des Flandres
  - Classement général du Tour de l'Aude
  - 2e du Grand Prix de Montauroux
  - 3e du Prix national de clôture
  - 5e de la Semaine catalane
- 1975
  - Prologue du Tour de l'Aude
  - 2e du championnat des Pays-Bas de demi-fond
  - 3e du Grand Prix E3
  - 3e du Tour de la Flandre Orientale
- 1976
  - Grote Prijs Dr. Eugeen Roggeman
  - 3e du Tour de Sardaigne
  - 10e de l'Amstel Gold Race
- 1977
  - 7eb étape du Tour de France (contre-la-montre par équipes)
- 1979
  - 18e étape B du Tour d'Espagne

## Résultats sur les grands tours

### Tour de France
2 participations
- 1974 : abandon (16e étape)
- 1977 : 51e, vainqueur de la 7eb étape (contre-la-montre par équipes)

### Tour d'Espagne
2 participations
- 1978 : abandon (17e étape)
- 1979 : 45e, vainqueur de la 18e étape B

### Tour d'Italie
1 participation
- 1976 : 82e